# NGC 7378
NGC 7378 este o galaxie seyfert de tip 2⁠(d) situată în constelația Vărsătorul. A fost descoperită în 19 septembrie 1879 de către Ernst Wilhelm Tempel. Se află la o distanță de 29,11 de megaparseci de Pământ.